# 大杜梅克河
51°29′9.24″N 8°21′9.69″E / 51.4859000°N 8.3526917°E
大杜梅克河（德語：Große Dumecke），是德國的河流，位於該國西部，流經北萊茵-威斯特法倫州，屬於默訥河的右支流，河道全長2.9公里，流域面積10.1平方公里。